# Megan Fisher
Megan Fisher es una atleta paralímpica canadiense-estadounidense. Ha ganado una medalla de oro, dos de plata y una de bronce para el equipo de Estados Unidos en los Juegos Paralímpicos.

## Biografía
Fisher nació el 1 de marzo de 1983 y creció como hija única cerca de Calgary, Alberta. Después de que sus padres se separaron, se mudó con su madre a Hinsdale, Illinois, y dividió su tiempo con su padre.
Participó en el equipo de tenis de la División 1 de la NCAA de la Universidad de Montana, durante su primer año universitario. Mientras conducía con su amiga de regreso a la universidad en su segundo año el 30 de junio de 2002, ambas resultaron heridas en un accidente automovilístico. Fue sacada del auto por un testigo. Su pierna izquierda fue amputada y su amiga murió a causa de las heridas. Menos de un año después del accidente, regresó a la Universidad de Montana y compitió en un triatlón tras una segunda cirugía en su pierna.

## Carrera
Conoció al ciclista paralímpico Sam Kavanaugh, quien la inspiró a comenzar a competir en ciclismo adaptado y, finalmente, en el equipo paralímpico de EE. UU. En 2010, compitió en la clasificación TRI-5 y ganó el Campeonato Mundial de Paratriatlón de la Unión Internacional de Triatlón en Budapest, Hungría, y ganó el Campeonato Nacional de Paratriatlón de EE. UU. 2010 en la división TRI-5. También se convirtió en la primera amputada en la parte inferior de la pierna en completar un triatlón todoterreno XTERRA.
Antes de viajar a los Juegos Paralímpicos de Verano de 2012, comenzó a estudiar para su doctorado en fisioterapia en la Universidad de Washington. En Londres, compitió en ciclismo paralímpico, ganando una medalla de oro y una de plata. Su medalla de oro llegó en la contrarreloj C4 y la de plata en la persecución en pista.
Al año siguiente, ganó el oro en la clasificación C4 en el Campeonato Mundial de Paraciclismo de Ruta UCI 2013. Como resultado de ganar el Campeonato Mundial de Paratriatlón ITU 2013, su tercer título de campeonato mundial, fue honrada por el Comité Olímpico de los Estados Unidos como Atleta del Mes de la USOC. Más tarde fue nombrada en la lista del Campeonato Mundial de Paraciclismo de Ruta UCI 2015 del equipo de EE. UU.
En 2016, fue seleccionada para competir con el equipo de EE. UU. en los Juegos Paralímpicos de verano de 2016, donde ganó una medalla de plata después de perder ante su compañera de equipo Shawn Morelli en la prueba cronometrada de ruta C4. También terminó los juegos con una medalla de bronce en la persecución individual de 3000M.